# Trouble Maker
Trouble Maker (кор. 트러블 메이커) – южнокорейский дуэт, сформированный в 2011 году компанией Cube Entertainment. Состоял из двух участников: Хёны и Хёнсына

## Карьера

### 2011: Формирование и дебют сTrouble Maker
В ноябре 2011 года коллеги по лейблу Хёнсын (бывший участник BEAST) и Хёна (бывшая участница 4Minute и Wonder Girls) сформировали дуэт Trouble Maker. На тот момент у Хёны уже было выпущено два сингла, но саб-юнит описали как совершенно отличающееся от того, что каждый выпустил в своей группе. Официально их назвали «JS & Hyuna», Хёнсын написал в своём Твиттере, что у него есть специальное сценическое имя для деятельности в дуэте – Джей Стомп.
25 ноября в сети появились первые фото-тизеры, показывающие концепт пребывания на приватной вечеринке. Дуэт также дал небольшое выступление на премии Mnet Asian Music Awards. 1 декабря был выпущен одноимённый дебютный мини-альбом и одноимённый сингл.
Живые выступления с «Trouble Maker» были раскритикованы корейскими зрителями за вызывающе сексуальную хореографию. В ответ компания изменила постановку до конца промоушена. Дуэт также выступал на концертах Cube в Лондоне и Бразилии. «Trouble Maker» получила тройную корону на M! Countdown.

### 2013:Chemistry
В октябре 2013 года Cube Entertainment подтвердили камбэк дуэта с пикантной фотосессией. 28 октября был выпущен сингл «There Is No Tomorrow» с нового мини-альбома Chemistry. Музыкальное видео, вдохновением для которого послужили Бонни и Клайд, получило рейтинг 19+ за сцены, отсылающие к сексу, алкоголю и сигаретам. На музыкальном шоу Inkigayo сингл одержал победу с самыми высокими баллами за всю историю программы – 11 тысяч очков.

### 2018: Расформирование
13 сентября было объявлено, что Хена была исключена из Cube Entertainment вместе с Идоном из PENTAGON, после объявления, об их отношениях. На следующий день Cube отозвал решение из-за серьезной реакции со стороны поклонников и падения акций и объявил, что они продолжат обсуждать его с этими двумя. 5 октября было объявлено, что Хёна закончит свой контракт с агентством из-за предыдущего нарушения, фактически закончив Trouble Maker.

## Дискография

### Мини-альбомы
- Trouble Maker (2011)
- Chemistry (2013)

## Награды и номинации

### Музыкальные премии
| Год  | Премия                             | Номинация                        | Что номинировано | Результат |
| ---- | ---------------------------------- | -------------------------------- | ---------------- | --------- |
| 2012 | Mnet 20's Choice Awards            | Звезда Горячих Выступлений       | «Trouble Maker»  | Победа    |
| 2012 | Mnet Asian Music Awards            | Лучшее Совместное Выступление    | «Trouble Maker»  | Победа    |
| 2012 | Melon Music Awards                 | Песня Года                       | «Trouble Maker»  | Номинация |
| 2012 | Melon Music Awards                 | Лучший Мировой Артист            | «Trouble Maker»  | Номинация |
| 2012 | Melon Music Awards                 | Лучшее Музыкальное Видео         | «Trouble Maker»  | Номинация |
| 2012 | Melon Music Awards                 | Горячая Трендовая Песня          | «Trouble Maker»  | Победа    |
| 2012 | Golden Disk Awards                 | Лучшее Танцевальное Выступление  | «Trouble Maker»  | Победа    |
| 2012 | Golden Disk Awards                 | Международная Награда MSN        | «Trouble Maker»  | Номинация |
| 2014 | World Music Awards                 | Лучшая Мировая Песня             | «Now»            | Номинация |
| 2014 | World Music Awards                 | Лучшее Мировое Видео             | «Now»            | Номинация |
| 2014 | Singapore Entertainment Awards     | Самое Популярное Корейское Видео | «Now»            | Номинация |
| 2015 | European K-POP / J-POP Music Award | Лучшее ТВ-выступление            | «Now»            | Победа    |

### Музыкальные шоу

#### Show Champion
| Год  | Дата      | Песня |
| ---- | --------- | ----- |
| 2013 | 6 ноября  | «Now» |
| 2013 | 13 ноября | «Now» |
| 2013 | 20 ноября | «Now» |

#### M! Countdown
| Год  | Дата       | Песня           |
| ---- | ---------- | --------------- |
| 2011 | 15 декабря | «Trouble Maker» |
| 2011 | 22 декабря | «Trouble Maker» |
| 2011 | 29 декабоя | «Trouble Maker» |
| 2013 | 7 ноября   | «Now»           |
| 2013 | 14 ноября  | «Now»           |

#### Music Bank
| Год  | Дата      | Песня |
| ---- | --------- | ----- |
| 2013 | 8 ноября  | «Now» |
| 2013 | 15 ноября | «Now» |

#### Inkigayo
| Год  | Дата      | Песня           |
| ---- | --------- | --------------- |
| 2012 | 8 января  | «Trouble Maker» |
| 2013 | 10 ноября | «Now»           |

#### Music on Top
| Год  | Дата     | Песня           |
| ---- | -------- | --------------- |
| 2012 | 5 января | «Trouble Maker» |